# Kukavice
Kukavice (Prave kukavice, lat. Cuculidae) su, prema nekim autorima, jedina porodica reda kukavki, dok su, prema drugim autorima, jedna od tri porodice u navedenom redu. Pored ove, ti autori u red kukavica svrstavaju još hoacina, jedinu vrstu u porodici Opisthocomidae, i turakoe (porodica Musophagidae). Danas se općenito ove dvije porodice izdvajaju u zasebne redove Opisthocomiformes i Musophagiformes.

## Sistematika i rasprostranjenost
Ovo je porodica s oko 140 vrsta, podijeljenih na šest potporodica. Tih šest potporodica (3 iz Starog svijeta i 3 iz Novog) su raznovrsne. U Starom svijetu, najveća potporodica sadrži 54 vrste skoro isključivo parazitskih kukavica. Preostale dvije sadrže 28 vrsta kukala koji žive u Africi, jugoistočnoj Aziji i Australiji i 26 vrsta kua i malkoha. Kue žive samo na Madagaskaru, a malkohe na jugoistoku Azije. U Novom svijetu postoji 18 neparazitskih vrsta koje su također prave kukavice, ali su svrstane u drugu potporodicu. Tri vrste crnih anija koji se gnijezde u zajednici, kao i Guira kukavica pripadaju drugoj potporodici. Postoji i desetočlana potporodica kukavica koje žive na tlu, od kojih su tri parazitske vrste.

## Opis
Duge su 17-65cm, a težina je od 30 do 700 grama. Oba spola su slične veličine, iako su mužjaci ponekada veći. Zajednička osobina porodice je što veličina i težina mogu biti neobično različite kod pripadnika istog spola. Perje je najčešće sivo i smeđe, donji dio je često isprugan, a rep je ponekada veoma upadljiv s pjegama ili svijetlim šarama kad se raširi. Glasaju se obično jednostavno, poput zvuka flaute, zvižduka ili štucanja najčešće popraćenima dvosložnim tonom po kojoj je ova grupa i dobila ime. Ponekad se glasaju i visokim tonovima, osobito mladunci. Kod nekih vrsta spolovi se oglašavaju različito. Skoro su isključivi kukcojedi, a većina vrsta lovi otrovan plijen koji ne jedu druge ptice. Veći primjerci jedu i manje kralježnjake. Jedan rod (Eudynamys) uglavnom čine biljojedi. Jedna od glavnih osobina koja razlikuje ovu porodicu od ostalih su njihova zigodaktilna stopala (dva prsta su okrenuta prema naprijed, a dva prema nazad).

## Razmnožavanje i zaštita
Neparazitske vrste grade platformu od granja u drveću, grmlju ili na otvorenom tlu. Polože 2-5 jaja, koja su veoma teška u odnosu na težinu ženke. Parazitske vrste polože 8-15 jaja u sezoni, koja su ponekada veoma malena. Težina jaja je 8-70 grama. Inkubacija traje 11-16 dana, a ptići ostaju u gnijezdu 16-24 dana. Boja jaja se razlikuje u skladu s bojom jaja domaćina. Dvije vrste: sumatranska kukavica (Carpococcyx viridis) i crnokapi kukal (Centropus steerii) su kritično ugrožene. Jedna vrsta je ugrožena, a šest ih je ranjivo.

## Potporodice
- Centropodinae
- Coccyzinae
- Crotophaginae
- Cuculinae
- Neomorphinae
- Phaenicophaeinae

## Vanjske poveznice
|  | Zajednički poslužitelj ima stranicu o temi Cuculidae    |
|  | Zajednički poslužitelj ima još gradiva o temi Cuculidae |
|  | Wikivrste imaju podatke o taksonu Cuculidae             |